# クラッキング (関節)
クラッキング（英: Cracking）とは、関節を鋭い音で鳴らすことである。関節の部位によって、首ポキ、指ポキ、顎ポキなどと表現されることが多く、ポキッ、ポキポキ、コキコキ、など様々な擬音語で表現される
。「関節内轢音」ともいい、その音は英語圏では Cracking の他に Popping（ポッピング）とも例えられる。いわゆる「指鳴らし｣とは異なる。クラッキングが最も一般的に行われる部位は手の指の関節であるが、その他の多くの関節（首、背中の椎骨、手首、肘、肩、膝、顎、足首など）をクラッキングすることが可能である。

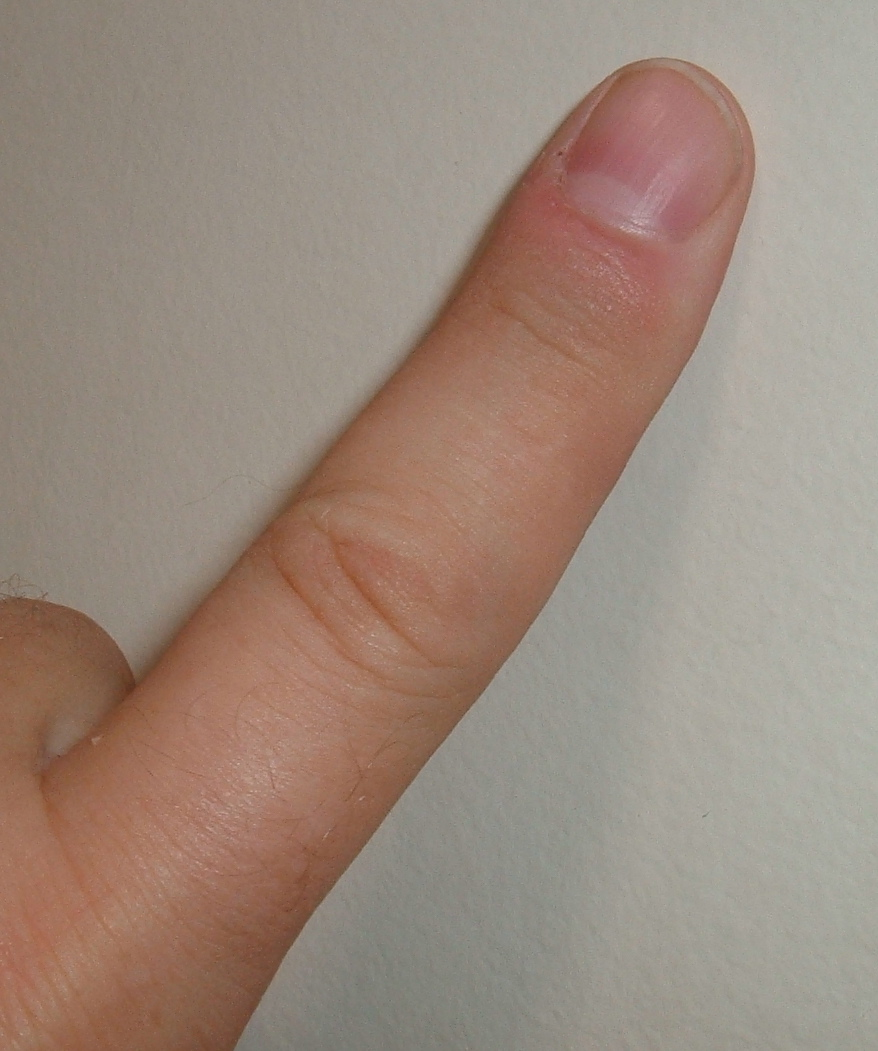
手指の関節

## 動作

### 施術の副産物として鳴る
たとえば施術を行う際、骨格や関節の歪み・ズレの矯正や骨格筋の調整を行うが、その結果としてクラッキング音が発生するケースがある。これらの施術は、骨や関節を正常な位置に戻すことで体の変調を改善することが目的であって、音を鳴らすことは施術の目的ではなく、あくまで施術の副産物である。このため、施術を受けたからといって必ずクラッキング音が発生するとは限らない。また、首など部位によっては問題がないとは言い切れないケースもあるため、注意が必要である。

### 自分で鳴らす
指の関節のクラッキング音を出す際には、指を独特の位置に曲げる。これは、一般的には日常的に行われる動作ではない。たとえば、手のひらから後方に離して指をそらす、逆に手のひら側に指拳骨を圧縮する、あるいは指をねじる、などの動作である。

## 何故音がするのか
物理的なメカニズムは未だ証明されていないが、以下のようにいくつかの理論が提唱されている。
1. 関節内のキャビテーション — 関節に物理的な力が加わったとき、内部では滑液の流れの中で真空に近い部位が出来る。そして小さな気泡が多数生じ、それらがはじけて大きな音が出る。この説明ではクラッキングはどの関節でも行うことが可能と言える。例えば脊椎の徒手整復術（マニピュレーション）など[4]。
2. 靭帯の急速な伸張に伴うもの
3. 関節内に出来た癒着の剥がれることによるもの
4. 関節腔内の空気が弾けたり移動したりすることによるもの（気泡緩衝材をつぶすのと同じ原理）

これらの理論の内最も支持を得ているのが1.キャビテーション (Cavitation) である。本稿においてもキャビテーション理論に基づいて話を進める。関節は骨と骨が関節包という袋のような物に覆われていて、関節腔という僅かな隙間があり、そこには滑液という一種の潤滑油で満たされている。関節を曲げたり伸ばしたりすると、関節腔の容積が増し、その分負圧が生じ、結果滑液が気化し空洞（キャビティ）が発生する。そして下がった圧力を戻す働きが作用し、反対側から滑液が一気に流入して空洞が消滅すると同時にクラッキング音が発生する。気化したガスの成分は二酸化炭素あるいは窒素であると言われている。
一度鳴らすと、同じ部位を再び鳴らすことができるまで約20分かかる。この間を不応期という。

## 歴史
1947年、イギリスの解剖学者J・B・ロストン (J. B. Roston) とR・ホーイラー・ヘインズ (R. Wheeler Haines) は、指関節がクラッキング音が発生するまで徐々に牽引を加えていく実験を行った。実験開始時の関節腔の距離は1.8mm。牽引力が8kgに達するまでは靭帯の伸びは僅かなものであった。しかし牽引力が8kgを超えたとき、クラッキング音が発生すると同時に関節腔の距離は4.7mmに急増した。レントゲン写真上では、クラッキングが発生した瞬間、関節内に黒い影が発生しているのが確認できた。この影は二酸化炭素などのガスであろうと推定された。以上がクラッキング研究の嚆矢である。

## 効果と影響
そもそも個人のクラッキングは爽快感を得るために行われるケースが多い。整体師などによるクラッキングや自分で一回クラッキングした程度では問題ないとされるが、習慣化すると様々な悪影響が出てくる。空洞が発生し消滅する際に強い衝撃波が生じ、これによって関節内部を冒し、損傷している可能性があるという。これをエロージョン (Erosion) という。特に首の場合は、脊髄があるため、エロージョンによって、手足の麻痺から最悪の場合、生命に関わるおそれもある。具体的には首の関節を頻繁にクラッキングすると、椎骨の先端部分などが傷つけられてしまうことがある。すると、それを修復しようと、骨が増殖し、骨棘が発生しそれが神経を圧迫し、頚椎症性脊髄症などを発症してしまう場合もあり得る。その他、頭痛、肩こり、耳鳴り、手足の痺れなどの症状に悩まされる可能性もある。また、クラッキングを繰り返している内に、損傷を受けた軟骨を修復するために関節が肥大してくる。このため関節が太くなってくる。これらのことから、個人が自分の関節をクラッキングするのはなるべく行うべきではないとする意見がある上に、生命に関わる事件も実際に起きている。2022年、ハーバード大学医学部によると、肩の痛み、肩の衰弱、肩の動きは不便に制限されており、肩の怪我による肩のクラッキングは医師に相談する必要がある。
さらに、長年にわたって無理に関節を曲げると靭帯が緩んでしまい、これによって余計に疲れを感じてしまうようになるという危険性も指摘されている。
にもかかわらず、クセになってしまう理由には諸説ある。たとえば、硬くなった関節周囲のストレッチで、疲労物質が流し去られるために快感を得て、心地よいと感じるからだとされる説がある。関節内部は痛みを感じないため、クラッキングによる強い衝撃を受けても、ストレッチによる快感だけを感じてしまう。
ドナルド・L・アンガーは60年以上にわたり、毎日左指の関節を鳴らす一方で、右の指関節は決して鳴らさないということをこつこつ続け、指の関節炎の原因を研究した。その「功績」により、2009年にイグノーベル賞（医学賞）を受賞した。どちらの手にも関節炎の症状はないという。

## その他
筒井康隆のSF短編に『関節話法』があり、クラッキングで会話する宇宙人と地球人のやりとりが描かれている。

### 所収
- 『宇宙衛生博覧会』〈新潮文庫〉、1982年、新潮社、ISBN 4-10-117115-7。
- 『急流，関節話法』〈新潮カセットブック〉、1987年、新潮社、ISBN 4-10-820112-4。